# Гансон (Кентуккі)
Гансон (англ. Hanson) — місто (англ. city) в США, в окрузі Гопкінс штату Кентуккі. Населення — 758 осіб (2020).

## Географія
Гансон розташований за координатами 37°25′1″ пн. ш. 87°28′43″ зх. д. / 37.41694° пн. ш. 87.47861° зх. д. (37.416839, -87.478637).  За даними Бюро перепису населення США в 2010 році місто мало площу 6,85 км², з яких 6,81 км² — суходіл та 0,03 км² — водойми. В 2017 році площа становила 6,13 км², з яких 6,10 км² — суходіл та 0,03 км² — водойми.

## Демографія
Згідно з переписом 2010 року, у місті мешкали 742 особи в 254 домогосподарствах у складі 185 родин. Густота населення становила 108 осіб/км².  Було 284 помешкання (41/км²).
Расовий склад населення:
| - 97,6 % — білих - 1,8 % — чорних або афроамериканців |

До двох чи більше рас належало 0,5 %. Частка іспаномовних становила 0,3 % від усіх жителів.
За віковим діапазоном населення розподілялося таким чином: 22,5 % — особи молодші 18 років, 48,1 % — особи у віці 18—64 років, 29,4 % — особи у віці 65 років та старші. Медіана віку мешканця становила 45,3 року. На 100 осіб жіночої статі у місті припадало 137,1 чоловіків;  на 100 жінок у віці від 18 років та старших — 136,6 чоловіків також старших 18 років.
Середній дохід на одне домашнє господарство  становив 69 952 долари США (медіана — 42 333), а середній дохід на одну сім'ю — 87 665 доларів (медіана — 59 750). Медіана доходів становила 50 577 доларів для чоловіків та 35 625 доларів для жінок. За межею бідності перебувало 16,0 % осіб, у тому числі 30,7 % дітей у віці до 18 років та 6,5 % осіб у віці 65 років та старших.
Цивільне працевлаштоване населення становило 293 особи. Основні галузі зайнятості: освіта, охорона здоров'я та соціальна допомога — 22,9 %, виробництво — 18,8 %, сільське господарство, лісництво, риболовля — 11,3 %, будівництво — 10,6 %.